# Persone di nome Angelo/Politici
| Questa pagina contiene informazioni ricavate automaticamente dalle voci biografiche con l'ausilio del template Bio e di un bot. L'aggiornamento è periodico e automatico e ricostruisce completamente la pagina. Se manca una persona in questa lista, sei pregato di non aggiungerla, ma accertati piuttosto che la sua voce biografica contenga il template Bio e che i dati anagrafici siano correttamente compilati. Se il template Bio manca, inseriscilo tu stesso o, in alternativa, metti l'avviso {{tmp\|Bio}} che ne segnala la mancanza. Se i dati riportati sono sbagliati, correggi direttamente la voce biografica; le modifiche saranno visibili in questa lista entro pochi giorni. Per chiarimenti vedi il progetto antroponimi. La lista contiene solo le 126 persone che sono citate nell'enciclopedia e per le quali è stato implementato correttamente il template Bio. Pagina aggiornata al 6 ago 2025. |

Questa è una lista di persone presenti nell'enciclopedia che hanno il nome Angelo e sono politici.

## A(8)
- Angelo Abenante, politico italiano (Torre Annunziata, n. 1927 - Torre Annunziata, † 2024)
- Angelo Alessandri, politico italiano (Reggio Emilia, n. 1969)
- Angelo Altea, politico e giornalista italiano (Nuoro, n. 1951)
- Angelo Annaratone, politico e patriota italiano (Frascarolo, n. 1844 - Roma, † 1922)
- Angelo Armella, politico italiano (Novi Ligure, n. 1924 - Novi Ligure, † 2003)
- Angelo Arvati, politico italiano (Monza, n. 1943 - Novi Ligure, † 2015)
- Angelo Attaguile, politico e dirigente sportivo italiano (Grammichele, n. 1947)
- Angelo Azzolina, politico italiano (Caronia, n. 1943 - Torino, † 2000)

## B(12)
- Angelo Bacigalupi, politico e antifascista italiano (Castelnuovo Magra, n. 1882 - Parigi, † 1942)
- Angelo Badoer, politico e diplomatico italiano (Venezia, n. 1565 - Roma, † 1630)
- Angelo Bargoni, politico e magistrato italiano (Cremona, n. 1829 - Roma, † 1901)
- Angelo Barrile, politico e medico svizzero (Winterthur, n. 1976)
- Angelo Becciu, politico italiano (Serrenti, n. 1930 - Cagliari, † 2018)
- Angelo Bellato, politico italiano (Vittorio Veneto, n. 1900 - Alessandria, † 1985)
- Angelo Bettini, politico e partigiano italiano (Rovereto, n. 1893 - Rovereto, † 1944)
- Angelo Bonaiti, politico italiano (Calolziocorte, n. 1915 - † 1985)
- Angelo Bonelli, politico italiano (Roma, n. 1962)
- Angelo Bonfiglio, politico italiano (Agrigento, n. 1928 - Agrigento, † 2000)
- Angelo Bottino, politico italiano (Santa Margherita Ligure, n. 1948)
- Angelo Buizza, politico italiano (Flero, n. 1885 - Brescia, † 1963)

## C(16)
- Angelo Camerini, politico italiano (Lanciano, n. 1819 - L'Aquila, † 1885)
- Angelo Campana, politico italiano (n. 1787 - Torino, † 1862)
- Angelo Candolini, politico italiano (Udine, n. 1928 - Udine, † 1985)
- Angelo Caria, politico italiano (Nuoro, n. 1947 - Nuoro, † 1996)
- Angelo Carossino, politico italiano (Genova, n. 1929 - Genova, † 2020)
- Angelo Castelli, politico e avvocato italiano (Caravaggio, n. 1928 - Caravaggio, † 2017)
- Angelo Cera, politico italiano (San Marco in Lamis, n. 1952)
- Angelo Ciavarella, politico italiano (San Marco in Lamis, n. 1928 - Bari, † 2023)
- Angelo Maria Cicolani, politico e ingegnere italiano (Poggio Moiano, n. 1952 - Roma, † 2012)
- Angelo Ciocca, politico italiano (Pavia, n. 1975)
- Angelo Compagnon, politico italiano (Povoletto, n. 1949)
- Angelo Compagnoni, politico e sindacalista italiano (Ceccano, n. 1921 - Ceccano, † 2018)
- Angelo Cordara, politico italiano (Albonese, n. 1927 - † 2005)
- Angelo Cresco, politico e sindacalista italiano (Verona, n. 1941)
- Angelo Cristofari, politico e dirigente sportivo italiano (Frosinone, n. 1922)
- Angelo Vincenzo Curci, politico e educatore italiano (n. 1922 - † 1994)

## D(7)
- Angelo Antonio D'Agostino, politico, imprenditore e dirigente sportivo italiano (Montefalcione, n. 1961)
- Angelo De Luca, politico italiano (Casalincontrada, n. 1904 - Chieti, † 1975)
- Angelo Di Rocco, politico italiano (Mazzarino, n. 1896 - † 1968)
- Angelo Raffaele Dinardo, politico italiano (Irsina, n. 1932 - Potenza, † 2015)
- Angelo Dionisi, politico italiano (Cantalice, n. 1943)
- Angelo Donato, politico italiano (Chiaravalle Centrale, n. 1934 - Roma, † 2024)
- Angelo D'Agostino, politico italiano (Regalbuto, n. 1907 - Racalmuto, † 1978)

## E(1)
- Angelo Errore, politico italiano (Agrigento, n. 1937 - Agrigento, † 2019)

## F(5)
- Angelo Facchin, politico italiano (San Bonifacio, n. 1904 - † 1990)
- Angelo Farrugia, politico maltese (Musta, n. 1955)
- Angelo Ferri, politico italiano (Grosseto, n. 1815 - Strada in Casentino, † 1874)
- Angelo Flammia, politico italiano (Grottaminarda, n. 1941)
- Angelo Fredda, politico italiano (Roma, n. 1946)

## G(3)
- Angelo Galeno, politico italiano (Monselice, n. 1857 - Lecco, † 1930)
- Angelo Graffagni, politico italiano (Genova, n. 1840 - † 1910)
- Angelo Guillichini, politico italiano (Arezzo, n. 1825 - Arezzo, † 1893)

## I(1)
- Angelo Michele Iorio, politico italiano (Morrone del Sannio, n. 1948)

## J(3)
- Angelo Maria Jacazzi, politico e partigiano italiano (Gorizia, n. 1926 - Aversa, † 2015)
- Angelo Raffaele Jervolino, politico italiano (Napoli, n. 1890 - Roma, † 1985)
- Angelo Jovine, politico italiano (Castelmauro, n. 1923 - Frosolone, † 1999)

## L(9)
- Angelo La Bella, politico e partigiano italiano (Roma, n. 1918 - Viterbo, † 2005)
- Angelo La Russa, politico italiano (Favara, n. 1936)
- Lino Lai, politico e avvocato italiano (Cagliari, n. 1920 - Cagliari, † 2018)
- Angelo Landi, politico italiano (La Spezia, n. 1923 - La Spezia, † 2020)
- Angelo Lauricella, politico italiano (Racalmuto, n. 1950)
- Angelo Lomaglio, politico italiano (Caltanissetta, n. 1956)
- Angelo Lombardo, politico italiano (Grammichele, n. 1960)
- Angelo Lorenzi, politico e antifascista italiano (Rotzo, n. 1892 - † 1986)
- Angelo Lotti, politico italiano (Santa Sofia, n. 1930 - Roma, † 1987)

## M(12)
- Angelo Manaresi, politico e militare italiano (Bologna, n. 1890 - Bologna, † 1965)
- Angelo Raffaele Manca, politico italiano (Bitti, n. 1943 - Sassari, † 2023)
- Angelo Mancuso, politico italiano (Caltagirone, n. 1928)
- Angelo Martinengo di Villagana, politico e avvocato italiano (Brescia, n. 1833 - Brescia, † 1894)
- Angelo Custode Masciale, politico italiano (Bitonto, n. 1918 - † 1991)
- Angelo Mauri, politico e antifascista italiano (Milano, n. 1873 - Candia Lomellina, † 1936)
- Angelo Meda, politico italiano
- Angelo Minich, politico italiano (Venezia, n. 1817 - Venezia, † 1893)
- Angelo Minieri, politico italiano (Matera, n. 1947)
- Angelo Giacomo Mott, politico e medico italiano (Fiera di Primiero, n. 1902 - Borgo Valsugana, † 1963)
- Angelo Munzone, politico italiano (Catania, n. 1933 - Catania, † 2017)
- Angelo Muzio, politico e sindacalista italiano (Frassineto Po, n. 1959 - Frassineto Po, † 2017)

## N(3)
- Angelo Nicolato, politico e oculista italiano (Milano, n. 1888 - Pavia, † 1961)
- Angelo Nicosia, politico italiano (Montemaggiore Belsito, n. 1926 - Roma, † 1991)
- Angelo Noseda, politico italiano (Como, n. 1866 - Como, † 1940)

## O(2)
- Angelo Oliviero Olivetti, politico, politologo e giornalista italiano (Ravenna, n. 1874 - Spoleto, † 1931)
- Angelo Orlando, politico italiano (Guardiagrele, n. 1949)

## P(4)
- Angelo Pavan, politico italiano (Postioma di Paese, n. 1930)
- Angelo Piazza, politico italiano (Torino, n. 1802)
- Angelo Picano, politico italiano (Cassino, n. 1939)
- Angelo Prunas, politico e avvocato italiano (Bosa, n. 1880 - Cagliari, † 1943)

## Q(1)
- Angelo Querini, politico italiano (Venezia, n. 1721 - Venezia, † 1796)

## R(10)
- Angelo Rescaglio, politico italiano (San Daniele Po, n. 1936 - Cremona, † 2023)
- Angelo Rojch, politico italiano (Galtellì, n. 1935)
- Angelo Romano, politico italiano (Capriglia Irpina, n. 1934)
- Angelo Romanò, politico, scrittore e dirigente d'azienda italiano (Mariano Comense, n. 1920 - Roma, † 1989)
- Angelo Rosini, politico italiano (Siena, n. 1864)
- Angelo Rossi, politico italiano (Bovino, n. 1933)
- Angelo Rossi, politico italiano (Oneglia, n. 1838 - Torino, † 1913)
- Angelo Joseph Rossi, politico statunitense (Volcano, n. 1878 - San Francisco, † 1948)
- Angelo Rossi, politico italiano (Roma, n. 1976)
- Angelo Rughetti, politico italiano (Rieti, n. 1967)

## S(13)
- Angelo Salizzoni, politico italiano (Bologna, n. 1907 - Bologna, † 1992)
- Angelo Santori, politico italiano (Gorga, n. 1948)
- Angelo Sanza, politico italiano (Potenza, n. 1941)
- Angelo Satanassi, politico e partigiano italiano (Santa Sofia, n. 1925 - Forlì, † 2011)
- Angelo Scalpati, politico e giornalista italiano († 1969)
- Angelo Scarabelli Manfredi Pedocca, politico, ingegnere e militare italiano (Mirandola, n. 1742 - Parma, † 1811)
- Angelo Senaldi, politico italiano (Gallarate, n. 1962)
- Angelo Simion, politico italiano († 1977)
- Angelo Solaro di Moretta, politico e militare italiano (Torino, † 1800)
- Angelino Sollazzo, politico italiano (Fossalto, n. 1948)
- Angelo Spanio, politico e medico italiano (Venezia, n. 1892 - Venezia, † 1976)
- Angelo Sperandio, politico italiano (Teramo, n. 1940)
- Angelo Staniscia, politico italiano (Atessa, n. 1939)

## T(8)
- Angelo Tamburelli, politico italiano (n. 1810 - † 1882)
- Angelo Tansini, politico italiano (Piacenza, n. 1926 - † 1994)
- Angelo Tarchi, politico italiano (Borgo San Lorenzo, n. 1897 - Milano, † 1974)
- Angelo Tasca, politico, scrittore e storico italiano (Moretta, n. 1892 - Parigi, † 1960)
- Angelo Tiraboschi, politico italiano (Jesi, n. 1939)
- Angelo Tofalo, politico italiano (Salerno, n. 1981)
- Angelo Tomelleri, politico italiano (Verona, n. 1924 - Verona, † 1985)
- Angelo Tosetti, politico italiano (Roma - † 1363)

## V(6)
- Angelo Vaccarezza, politico italiano (Albenga, n. 1965)
- Angelo Valle, politico italiano (Scansano, n. 1851 - Scansano, † 1926)
- Angelo Valvassori, politico italiano (Carpiano, n. 1811 - Torino, † 1892)
- Angelo Vassallo, politico italiano (Pollica, n. 1953 - Acciaroli, † 2010)
- Angelo Villani, politico italiano (San Marzano sul Sarno, n. 1956)
- Angelo Visentin, politico italiano (Postioma, n. 1900 - Treviso, † 1951)

## Z(2)
- Angelo Ziccardi, politico italiano (Irsina, n. 1928 - Matera, † 2019)
- Angelo Zucchi, politico italiano (Siziano, n. 1955)